# 天六
天六（日语：／）是日本大阪府大阪市北區天神橋六丁目，以及大阪市營地下鐵阪急電鐵天神橋筋六丁目站的簡稱。

## 概要
天神橋筋（大阪府道14號大阪高槻京都線，南森町以南為市道天神橋天王寺線）與都島通（大阪市道大阪環狀線）交會處。
1933年，天六交叉點爆發交通信號燈事件，為戰前日本重大的軍警衝突案。1970年，此地的地下鐵工地發生天六瓦斯氣爆事故。
大阪市內類似天六的簡稱有中央區谷町四丁目的谷四（たによん），中央區谷町六丁目的谷六（たにろく），中央區谷町九丁目的谷九（たにきゅう），天王寺區上本町六丁目的上六（うえろく），中央區日本橋一丁目的日本一（にっぽんいち）等等。
大阪市北區天神橋一丁目至天神橋八丁目也可簡稱為天一至天八。（參照天神橋 (大阪市)）

## 天神橋6交差點
天神橋筋、都島通、都市計劃道路北野都島線交會的五叉路口。

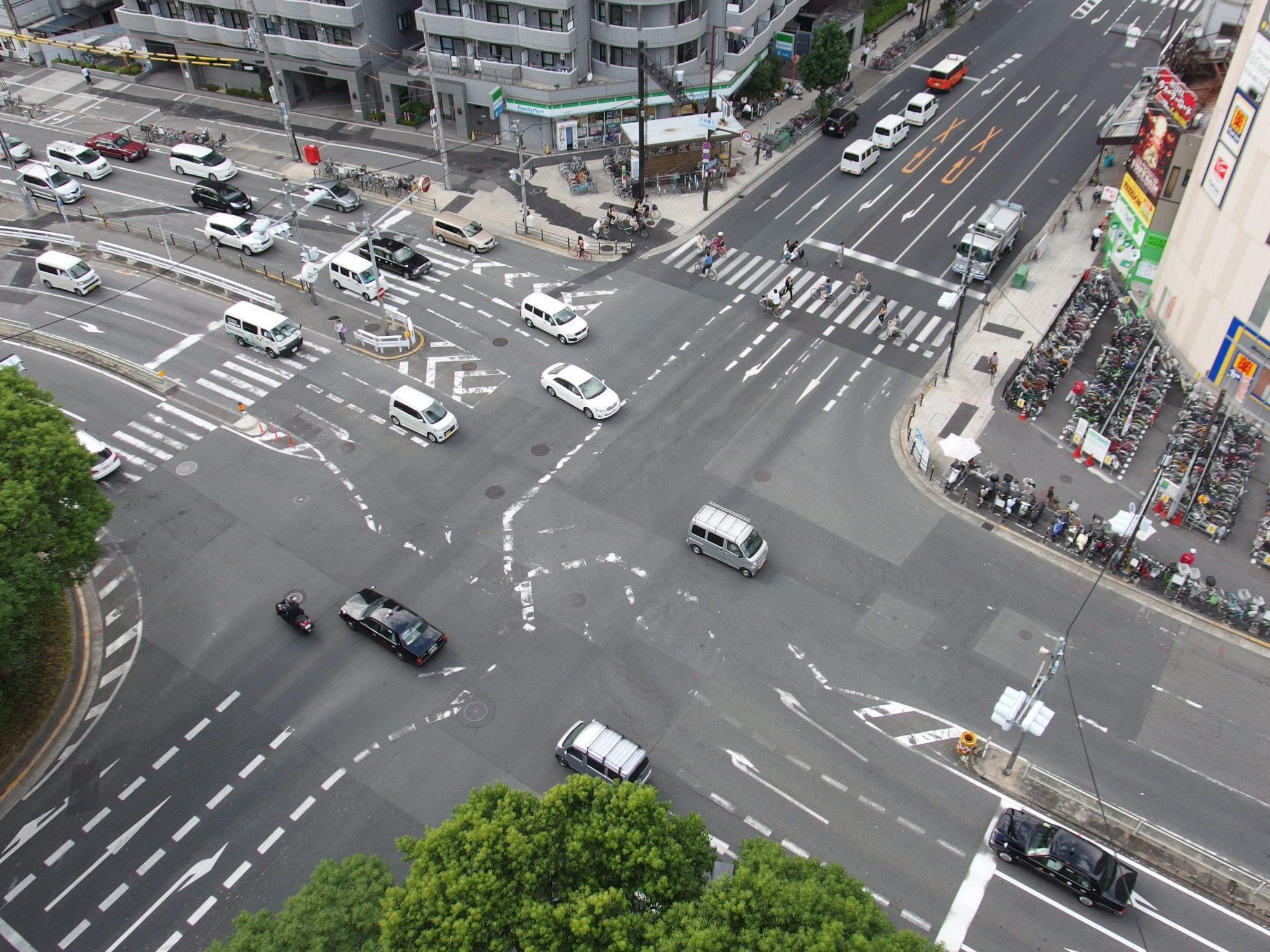
南東角所見的路口

其中北野都島線是東向單行道，無法從天神橋筋與都島通進入。
此外，北野都島線在本路口與都島通東行車道匯流，因此北野都島線無法右轉（天神橋筋南向與都島通西向）。都島通也無法左轉（天神橋筋北向）。
交差點周邊有大阪市營巴士的天神橋6丁目巴士站與阪神巴士的天神橋筋6丁目巴士站。過去曾有以天六作為起訖點的市營巴士路線。

### 交會道路
- 天神橋筋（大阪府道14號大阪高槻京都線（日语：大阪府道14号大阪高槻京都線））
- 都島通（日语：都島通）（大阪市道大阪環狀線（日语：大阪市道大阪環状線））
- 都市計劃道路北野都島線 （單行道，無法進入）

### 與此地的距離
天神橋筋
- 北向
  - 長柄橋（日语：長柄橋）北詰1.6km
- 南向
  - 南森町交差點1.5km
  - 天神橋交差點2.3km
  - 公園北口交差點6.4km

都島通
- 東向
  - 都島本通交差點1.5km
  - 關目五交差點3.7km
- 西南向
  - 大阪站前交差點1.7km

北野都島線
- 西向
  - 鶴野町北交差點0.9km
  - 濟生會醫院（日语：大阪府済生会中津病院）前交差點1.4km

## 主要設施
- 地下鐵谷町線、堺筋線、阪急千里線天神橋筋六丁目站
- 大阪市立居住情報中心（大阪市立住まい情報センター）（大阪生活今昔館（日语：大阪くらしの今昔館））